# Greg Raymer
Gregory Paul „Greg“ Raymer (* 25. Juni 1964 in Minot, North Dakota) ist ein professioneller US-amerikanischer Pokerspieler. Der „Fossilman“ gewann 2004 die Poker-Weltmeisterschaft. Er ist dafür bekannt, während der Spiele eine undurchsichtige holographische Sonnenbrille zu tragen.

## Frühe Jahre
Raymers Eltern zogen, als er ein paar Monate alt war, nach Lansing, Michigan. Im Alter von 11 Jahren zog er dann nach Clearwater, Florida.  Nachdem er die High-School in St. Louis abgeschlossen hatte, studierte er Chemie an der University of Missouri, wo er ein Mitglied der Kappa-Sigma-Bruderschaft war. Er promovierte 1992 an der University of Minnesota Law School. Danach arbeitete Raymer über zehn Jahre lang als Patentanwalt, inzwischen hat er diesen Beruf aufgegeben.

## Pokerkarriere

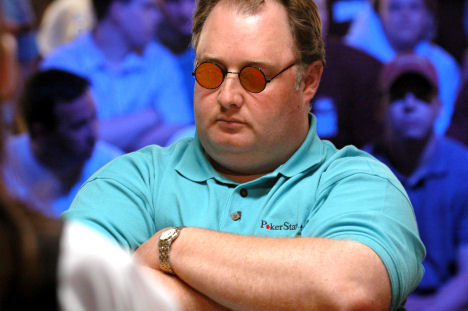
Raymer bei der WSOP 2005

Nachdem Raymer 1999 nach Stonington, Connecticut, gezogen war, begann er im Foxwoods Resort Casino Poker zu spielen. Während dieser Zeit vertrat er einen Pharmakonzern als Patentanwalt.
Raymer schaffte es bei der World Series of Poker (WSOP) in Las Vegas erstmals im Jahr 2001 in der Variante Omaha Hi-Lo Split 8 Or Better in die Preisränge. Bei der WSOP 2004 besiegte Raymer im Main Event im Heads-Up David Williams und gewann den mit 5 Millionen US-Dollar dotierten ersten Preis sowie ein Bracelet. Im Finale besiegte Raymer mit 8♠ 8♦ Williams A♥ 4♠. Raymer erhielt das Startgeld, indem er ein 160 US-Dollar teures Turnier auf der Onlinepoker-Plattform PokerStars gewann. Er war anschließend Repräsentant von PokerStars.
Im Jahr 2005 schaffte es Raymer im Hauptturnier auf Platz 25 von 5619 Teilnehmern und gewann damit ein Preisgeld von über 300.000 US-Dollar. Dies wurde von gleich starken Spielern als eine der unglaublichsten Leistungen des Poker betrachtet, auch im Hinblick auf die in diesen Jahren rasant anwachsende Spielerzahl des Hauptturnieres. Im Poker Superstars III schied Raymer in der Vorrunde aus.
Insgesamt hat sich Raymer mit Poker bei Live-Turnieren über 8 Millionen US-Dollar erspielt.
Im März 2006 erreichte Raymer unter dem Nickname Fossilman den zweiten Platz bei der Sunday Million auf PokerStars. Er gewann dort 180.000 US-Dollar, obwohl mehr als 1500 Personen am Turnier teilnahmen. Ein weiterer Turniererfolg beim Onlinepoker gelang ihm bei der World Championship of Online Poker 2007. Er gewann ein Turnier in Pot Limit Omaha und fast 170.000 US-Dollar Preisgeld.

## Charakter und Persönlichkeit
Raymer wird „Fossilman“ genannt, weil er als Hobby Fossilien sammelt. Er benutzt ein kleines Fossil, um die Karten zu verdecken, während er pokert. Am Anfang seiner Pokerkarriere erhöhte er seine Bankroll, indem er anderen Spielern am Tisch Fossilien verkaufte. Ein weiteres Merkmal Raymers ist, dass er in entscheidenden Situationen eine sehr skurrile Hologrammbrille aufsetzt. Obwohl er als einer der gefürchtetsten Spieler in No Limit Texas Hold’em weltweit gilt, hat Raymer auch dadurch Ansehen erlangt, dass er ein sehr freundlicher Gesprächspartner ist.
Neben der WSOP spielt Raymer nur wenige Turniere, da er die Zeit lieber mit seiner Ehefrau Cheryl und seiner Tochter Sophie verbringt, anstatt den Poker Circuit und dessen nötige Reisen mitzumachen. Im November 2005 zog Raymer mit seiner Familie nach Raleigh in North Carolina.
2005 trat Raymer in der Talkshow Heads Up with Richard Herring auf und diskutierte dort über sein Leben, seine Karriere und seine Liebe zum Poker. In der Filmkomödie All in – Alles oder nichts aus dem Jahr 2008 hatte er einen Cameo-Auftritt als Pokerspieler. Er plante 2008 in der Libertarian Party für das Amt des Vizepräsidenten der Vereinigten Staaten zu kandidieren.